# (466520) 2014 QJ369
(466520) 2014 QJ369 es un asteroide perteneciente al cinturón de asteroides, descubierto el 4 de noviembre de 2004 por el equipo Spacewatch desde el Observatorio Nacional de Kitt Peak (Arizona, Estados Unidos).